# Halle aux grains (Caraman)

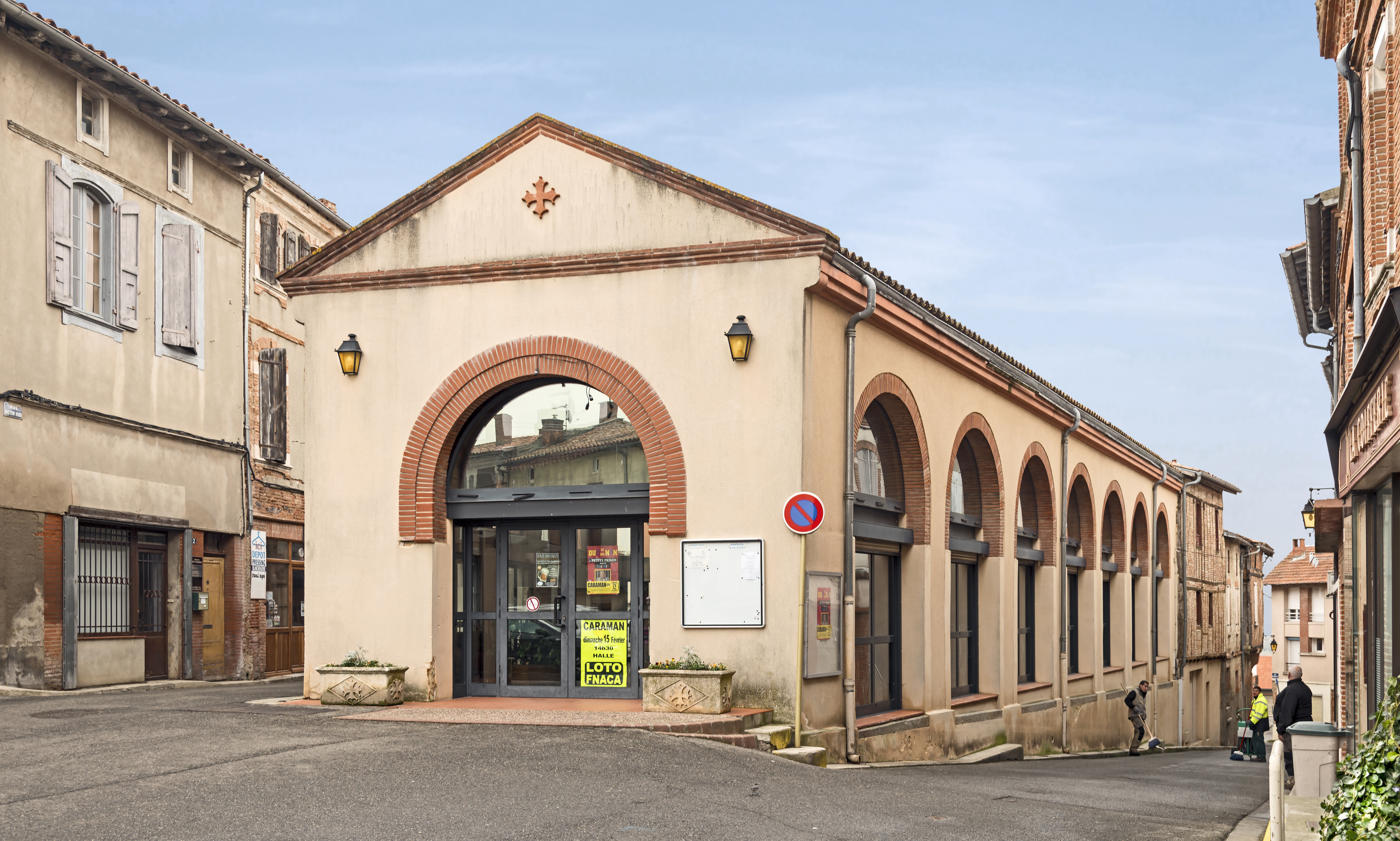
Halle aux grains in Caraman

Die Halle aux grains (deutsch Kornhalle) in Caraman, einer französischen Gemeinde im Département Haute-Garonne in der Region Okzitanien, wurde ursprünglich 1612 errichtet und 19. Jahrhundert verändert.
In Caraman sind Märkte von 1004 bis 1010 schriftlich bezeugt. Die Markthalle an der Place de la République ersetzte einen Bau aus dem 14. Jahrhundert.
An der straßenseitigen Giebelfassade dient ein großer Rundbogen als Eingang. An den Längsseiten sorgen jeweils sieben Rundbögen für Tageslicht. Das Satteldach ist mit Ziegeln gedeckt.